# 高瀬侍郎
高瀬 侍郎（たかせ じろう、1906年8月2日 - 1992年5月27日）は、日本の外交官。第14代拓殖大学総長。正四位勲二等旭日重光章。群馬県出身。

## 略歴
- 水戸中学校、旧制弘前高校卒業。
- 1943年（昭和18年）東北帝国大学法文学部卒業、外務省入省。
  - 戦前の外務省内では枢軸国支持（枢軸派）として知られた。
  - 東京都外務室長
  - 東京都外務長
- 1957年（昭和32年）外務省欧米局外務調査官
- 1959年（昭和34年）外務省外務大臣官房審議官
- 1960年（昭和35年）法務省入国管理局長、日韓全面会談日本政府代表
- 1962年（昭和37年）駐セイロン特命全権大使
- 1966年（昭和41年）駐ビルマ特命全権大使
- 1968年（昭和43年）沖縄島那覇に設置される諮問委員会の委員となる日本国政府代表
- 1970年（昭和45年）沖縄復帰準備委員会日本政府代表
  - 米マサチューセッツ工科大学顧問
- 1972年（昭和47年）外務省顧問、1975年沖縄国際海洋博覧会日本政府代表
- 1977年（昭和52年）海洋開発審議会委員
- 1979年（昭和54年）拓殖大学総長・理事長・学長歴任
- 1991年（平成3年）学校法人拓殖大学名誉校長
- 1992年（平成4年）死去、正四位